# Mylaudy
Mylaudy es una ciudad y nagar Panchayat situada en el distrito de Kanyakumari en el estado de Tamil Nadu (India). Su población es de 10070 habitantes (2011). Se encuentra a 56 km de Thiruvananthapuram y a 75 km de Tirunelveli. 

## Demografía
Según el censo de 2011 la población de Mylaudy era de 10070 habitantes, de los cuales 12443 eran hombres y 19335 eran mujeres. Mylaudy tiene una tasa media de alfabetización del 91,27%, superior a la media estatal del 80,09%: la alfabetización masculina es del 93,75%, y la alfabetización femenina del 88,81%.